# Suillia cingulipleura
Suillia cingulipleura är en tvåvingeart som beskrevs av Timothy M. Cogan 1971. Suillia cingulipleura ingår i släktet Suillia och familjen myllflugor.
Artens utbredningsområde är Tanzania. Inga underarter finns listade i Catalogue of Life.